# 밀양 무봉사 석조여래좌상
밀양 무봉사 석조여래좌상(密陽 舞鳳寺 石造如來坐像)은 대한민국 경상남도 밀양시 무봉사에 있는, 남북국 시대 신라의 불상이다.
1969년 6월 24일 대한민국의 보물 제493호 무봉사석조여래좌상(舞鳳寺石造如來坐像)으로 지정되었다가, 2010년 8월 25일 현재의 명칭으로 변경되었다.

## 개요
신라 혜공왕 9년(733)에 법조가 영남사의 부속암자로 창건하였다고 전해지는 무봉사의 대웅전에 모셔진 높이 0.97m의 불상이다.
네모진 얼굴에 가는 눈과 입, 넓적한 코, 짧은 목 등이 다소 평판적으로 표현되기는 했으나 단정한 인상을 풍긴다. 어깨는 넓고 둥근 편으로 가슴이 다소 움츠러들어 보인다. 양 어깨에 걸쳐 입은 옷은 너무 두꺼워서 옷주름과 신체의 굴곡을 나타내지 못하고 있다.
부처의 몸에서 나오는 빛을 형상화한 광배(光背)는 2줄의 볼록한 선으로 머리광배와 몸광배를 구분하고, 그 안에 덩굴무늬와 연꽃무늬를 새겨 넣었다. 광배의 바깥부분에는 불꽃이 타오르는 모양을 섬세하게 묘사하고 있다. 광배의 앞면에 5구의 작은 부처를 새겼으며, 뒷면에는 연꽃무늬 대좌(臺座) 위에 앉아 있는 약사여래를 조각하였다. 광배 뒷면에 불상이 새겨진 표현은 경주 남산 미륵곡 석조여래좌상(보물 제136호)과 같은 것으로 드문 예이다.
단정하고 양감있는 신체표현, 간략해진 옷주름, 화려하고 복잡해진 광배의 표현 등으로 볼 때 통일신라 후기에 만들어진 작품으로 보인다.

## 같이 보기
- 경주 남산 미륵곡 석조여래좌상 - 보물 제136호

## 참고 문헌
- 밀양 무봉사 석조여래좌상 - 국가유산청 국가유산포털
- 한국저작권위원회 공유마당에 있는 사진